# محمد بن امیه بصری
محمد بن اُمیّهٔ بصری همچنین شهرت‌یافته به کاتبِ بصری (؟ - ۸۴۵م) شاعر و کاتب عراقی در دورهٔ اول عباسی بود. از روزگار هارون‌الرشید شهرت داشت و تا زمان ابراهیم بن مهدی به کتابت برای او در بیت‌المال می‌پرداخت و ندیمش بود. روزگار معتصم را نیز دریافت. او را شاعری ظریف در شعر عربی می‌دانند که در غزلیات، نسیب و هجا سرود. میان او و فضل رقاشی بُغض و مهاجات بوده است.